# Сосєдов Сергій Васильович
Сергі́й Васильович Сосєдов (рос. Сергей Васильевич Соседов; * 23 травня 1968, Москва, Російська РФСР) — журналіст, музичний критик. Журналістську практику починав у газеті «Гудок» (1989—1992), потім працював кореспондентом газети «Российские вести» (1994—1996), музичний оглядач тижневика «Среда» (1997—2000). Колишній ведучий програми «Акули пера». Є постійним членом журі на проєктах Ти суперстар (2007) і Суперстар 2008. З 2010 по 2015 був членом журі українського проєкту X-Фактор.

## Ранні роки
У 1985 році закінчив середню загальноосвітню школу, а в 1983 році — дитячу музичну школу-семирічку (по класу фортепіано у педагога Ірми Георгіївни Паруховой). З 1984 по 1993 роки слухав лекції з теорії та історії музики в музучилищі ім. Жовтневої революції і Консерваторії. У 1988 році відвідував також режисерські курси в Московському обласному Інституті культури.
Після школи працював кур'єром редакції центральної залізничної газети «Гудок», де і почав свою журналістську практику.

## Кар'єра
Перший матеріал Сергія Сосєдова з'явився у «Гудку» 14 травня 1989 року. Це було інтерв'ю зі співачкою Едітою П'єхою.
У 1994—1996 працював позаштатним кореспондентом газети «Российские вести».
У 1996 році з червоним дипломом закінчив газетно-журнальне відділення факультету журналістики МДУ ім. Ломоносова.
З січня 1997 по липень 1998 року працював прес-менеджером відділу експлуатації концертного залу (нині «Академічний») Російської Академії наук.
З грудня 1998 року по квітень 2000 року був кореспондентом тижневика «Среда» ЗАО "Концерн «Вечерняя Москва».
З травня 2000 по травень 2001 року — експерт газетного відділу і музичний оглядач газети «Лига наций».
З червня 2001 року Сергій Сосєдов — музичний редактор-оглядач АНО «Рок Держава» (PR-допомога в розкручуванні молодих талановитих рок-виконавців).
Сергій Сосєдов став відомим після зйомок у рейтинговій програмі «Акули пера», яка виходила на російському каналі ТВ-6 в 1995—1998 рр. Пізніше як запрошений журналіст-експерт Сергій Сосєдов регулярно брав участь у релігійній телепрограмі «Канон» на ТВ-6.
Новий виток популярності Сергію Сосєдову принесло членство в журі телеконкурсу «Суперстар» на каналі НТВ у жовтні-грудні 2007 року, а також у жовтні-грудні 2008 року.
З 2010 по 2015 рік був одним чотирьох суддів співочого шоу Х-фактор на українському телеканалі СТБ.
У 2011 році брав участь у телешоу «Танці з Зірками» на тому ж каналі як учасника.
У 2021 році став наставником 1-го сезону білоруського вокального проєкту «Х-Фактор».

## Українофобська позиція
У червні 2017 року, під час телевізійного інтерв'ю, публічно висловив свою вкрай українофобську громадянську позицію та образливі сентенції по відношенню до держави Україна та українського народу.
З червня 2017 — фігурант бази даних центру «Миротворець» як особа, що становить загрозу національній безпеці України і міжнародному правопорядку.

## Санкції
Сергій Сосєдов висловився публічно на підтримку так званої "спецоперації" РФ на території України, вважає, що Україна за підтримки країн НАТО та США могла напасти на Росію. Критикує російських зірок, які висловились проти війни та покинули територію Росії.
15 січня 2023 року Сергій Сосєдов доданий до санкційного списку України.

## Відеографія
- 2012   Натаника — Давай решай![5][6]